# 早瀬 (戸田市)
早瀬（はやせ）は、埼玉県戸田市の町名。現行行政地名は早瀬一丁目および二丁目。住居表示実施地区。±郵便番号は335-0036（蕨郵便局管区）。

## 地理
戸田市の南部に位置する。地区内に鉄道は通っておらず、もっぱら倉庫街として利用されている。一丁目と二丁目を分断する形で首都高速埼玉大宮線と国道17号新大宮バイパスが通るため、日中は交通量が多い。

### 河川
- 笹目川
- 荒川左岸排水路

## 歴史

### 沿革
- 1976年（昭和51年）4月1日 - 戸田市大字下笹目の一部から早瀬一丁目〜二丁目が成立[5]。

## 世帯数と人口
2017年（平成29年）10月1日現在の世帯数と人口は以下の通りである。
| 丁目       | 世帯数  | 人口  |
| ---------- | ------- | ----- |
| 早瀬一丁目 | 94世帯  | 226人 |
| 早瀬二丁目 | 190世帯 | 306人 |
| 計         | 284世帯 | 532人 |

## 小・中学校の学区
市立小・中学校に通う場合、学区（校区）は以下の通りとなる。
| 丁目       | 番地 | 小学校               | 中学校             |
| ---------- | ---- | -------------------- | ------------------ |
| 早瀬一丁目 | 全域 | 戸田市立笹目東小学校 | 戸田市立笹目中学校 |
| 早瀬二丁目 | 全域 | 戸田市立笹目小学校   | 戸田市立美笹中学校 |

## 交通

### 道路
- 首都高速埼玉大宮線
  - 戸田南出入口
- 国道17号（新大宮バイパス）
- 東京都道・埼玉県道68号練馬川口線

## 施設など
笹目川と新大宮バイパス沿線に挟まれたエリアを中心に倉庫などの物流施設や工場が数多く立地している。
- 早瀬会館
- 常光寺
- 早瀬東公園
- 早瀬児童遊園地
- 笹目排水機場[5]
- 早瀬渡船場跡